# Szczelinowiec pięciopręgi
Szczelinowiec pięciopręgi (Neolamprologus tretocephalus) – słodkowodna ryba z rodziny pielęgnicowatych. Hodowana w akwariach.
Występowanie: litoral żwirowy i skalny północnej części Jeziora Tanganika w Afryce, na głębokości od 5 do 18 metrów.

## Opis
Ciało bocznie spłaszczone, wydłużone, jasne, z sześcioma ciemnymi, pionowymi pasami. Dolna część głowy oraz płetwy o zabarwieniu niebieskim. Dorastają do 15 cm długości.
Ryby agresywne, terytorialne. Dobierają się w pary. Za swoją kryjówkę i miejsce rozrodu obierają szczeliny skalne. Samica składa w muszli ponad 200 ziaren ikry. Larwy wykluwają się po ok. 3 dniach, a po kolejnych 7 dniach narybek rozpoczyna samodzielne żerowanie. Ikrą i narybkiem opiekuje się samica. Samiec chroni rewir przed intruzami.
Dymorfizm płciowy: trudny do rozróżnienia, samce mają dłuższe płetwy brzuszne i są większe od samic.
| Zalecane warunki w akwarium | Zalecane warunki w akwarium    |
| --------------------------- | ------------------------------ |
| Zbiornik                    | minimum 100 cm dla jednej pary |
| Temperatura wody            | 25 – 28 °C                     |
| Twardość wody               | twarda 8 – 25°n                |
| Skala pH                    | 7,5 – 8,5                      |
| Pokarm                      | drobny żywy, mrożony i suchy   |